# Constitución (Chile)
Constitución é uma comuna da província de Talca, localizada na Região de Maule, Chile. Possui uma área de 1.343,6 km² e uma população de 46.081 habitantes (2002).